# Prostitution en Slovaquie
La prostitution en Slovaquie définit le phénomène de prostitution en Slovaquie.

## Légalité
La prostitution en elle-même y est légale, mais la tenue de lupanars ou d'autres établissements à des fins de prostitution est interdite. 